# Soum (Mongols)
Un soum (mongol : ᠰᠤᠮᠤ, VPMC : sumu, cyrillique : сум, MNS : sum, littéralement : flèche ou  « balle »), également écrit sum est une division administrative dans les régions de population mongole, comme la Mongolie, en république populaire de Chine (Mongolie-Intérieure), ou encore en Russie (Bouriatie, etc). Elles sont issues du Régime des ligues et bannières établies par la dynastie Qing en 1649 sur les territoires mongols.

## Chine
En Chine, où elle est écrite en mongol bitchig ᠰᠤᠮᠤ, et également traduite en chinois par sumu (chinois : 苏木 ; pinyin : sūmù), il s'agit d'une division administrative du niveau cantonal, spécifique à la région autonome de Mongolie-intérieure.
L'unité inférieure suivante est le gaqaa (mongol : ᠭᠠᠴᠠᠭᠠ, VPMC : gachaɣa ou gaqaɣa, MNS : gatsaa, littéralement : village).

## Mongolie
En Mongolie, où elle est généralement écrit en cyrillique : сум, le sum est une division administrative de deuxième niveau après l'aïmag.

## Russie
En fédération de Russie, elle est appelée sumon lorsqu'il s'agit d'une division administrative de la république de Touva ou somon dans le cas de la république de Bouriatie. Ils sont également compris dans le terme Russe de « selsoviet ».